# Без резких движений
«Без резких движений» (англ. No Sudden Move) — криминальный триллер режиссёра Стивена Содерберга.
В фильме снялись Дон Чидл, Бенисио дель Торо, Дэвид Харбор, Эми Сайметц, Джон Хэмм, Рэй Лиотта, Киран Калкин, Ноа Джуп, Брендан Фрейзер, Билл Дьюк, Фрэнки Шоу и Мэтт Деймон.
Съёмки прошли в Детройте.
Мировая премьера состоялась на кинофестивале «Трайбека» 18 июня 2021 года. Фильм вышел на платформе HBO Max 1 июля 2021 года.

## Сюжет
Действие фильма происходит в Детройте в 1954 году. В центре сюжета группа мелких преступников, которых нанимают для кражи некоего документа. Когда их план рушится, они пытаются найти того, кто их нанял, и понять, с какой именно целью. Всё это происходит на фоне быстро меняющегося города с множеством расовых конфликтов.

## В ролях
- Дон Чидл — Курт Гойн
- Бенисио дель Торо — Рональд Руссо
- Дэвид Харбор — Мэтт Верц
- Эми Сайметц — Мэри Вертц
- Джон Хэмм — Джо Финни
- Рэй Лиотта — Фрэнк Капелли
- Киран Калкин — Чарли
- Ноа Джуп — Мэтью Верц-младший
- Брендан Фрейзер — Дуг Джонс
- Билл Дьюк —  Олдрик Уоткинс
- Фрэнки Шоу — Паула Коул
- Джулия Фокс — Ванесса Капелли
- Мэтт Деймон — Майк Лоуэн (камео)
- Крейг Грант — Джимми
- Байрон Бауэрс — Морис
- Хью Магуайр — Мел Форберт
- Брайан Сойер — детектив
- Джавон Андерсон — Лонни
- Кевин Сколлин — Хью Нейсмит

## Производство
В ноябре 2019 года стало известно, что Стивен Содерберг станет режиссёром нового фильма с рабочим названием «Аварийный выключатель» (англ. Kill Switch), а в качестве исполнителей на главные роли рассматриваются Джош Бролин, Дон Чидл, Себастиан Стэн и Джон Сина. К марту 2020 года к переговорам об участии в фильме присоединились Джон Хэмм и Седрик «Развлекатель», тогда как Джош Бролин отказался от участия. В мае 2020 года стало известно, что Чидл, Стэн и Хэмм были утверждены на свои роли. Кроме того, к актёрскому составу присоединились Бенисио дель Торо, Рэй Лиотта, Эми Сайметц, Фрэнки Шоу и Джордж Клуни.
Съёмки фильма должны были начаться 1 апреля 2020 года, но были отложены из-за пандемии COVID-19. Содерберг заявил, что надеется продолжить съёмки в сентябре. В сентябре фильм сменил название на «Без резких движений» (англ. No Sudden Move); съёмки начались 28 сентября в Детройте. К актёрскому составу присоединились Дэвид Харбор, Брендан Фрейзер, Киран Калкин, Ноа Джуп, Билл Дьюк и Джулия Фокс. Из-за задержки съёмок от участия в фильме вынуждены были отказаться Себастиан Стэн, Джон Сина и Джордж Клуни. В октябре стало известно, что Мэтт Деймон сыграет в фильме в эпизодической роли. Фильм вышел на платформе HBO Max 1 июля 2021 года.

## Критика
На сайте Rotten Tomatoes фильм имеет рейтинг 92% на основании 139 отзывов со средней оценкой 7,8 из 10. На Metacritic средневзвешенная оценка составляет 76 из 100 на основе 38 рецензий критиков.
Ричард Роупер из Chicago Sun-Times присудил фильму 3,5 из 4 звезд и написал: «Еще одна захватывающая, многослойная и красиво снятая картина в карьере одного из самых впечатляющих режиссёров нашего времени». Майк Д'Анджело из The A.V. Club поставил фильму оценку «B+», написав: «В фильмах персонажи обычно попадают в отчаянные, жизненно важные ситуации, но мы редко видим, чтобы они вели себя по-настоящему отчаянно. Историческая криминальная драма, написанная Эдом Соломоном и поставленная Стивеном Содербергом, исправляет эту оплошность одновременно веселым и огорчительным образом».